# سوگلی‌تپه
سوگلی‌تپه یکی از روستاهای استان آذربایجان غربی در ایران است. این روستا در ۳ کیلومتری شهر میاندوآب جای دارد.